# Modolena
Il Modolena è un torrente, principale affluente del torrente Crostolo, che scorre interamente nella provincia di Reggio Emilia.

## Percorso
Il Modolena nasce presso la località di Grassano, nel comune di San Polo d'Enza, alle propaggini nord-occidentali dell'Appennino reggiano. Dopo aver ricevuto in destra idrografica il rio Barghe, scorre in direzione nord-est entrando nel territorio comunale di Quattro Castella. Poco più a valle, in località Giunta delle Acque, riceve, in destra orografica, l'importante apporto idrico del rio Bercemme, e successivamente bagna la frazione di Salvarano. Lasciata quest'ultima località, il Modolena entra nella pianura Padana lambendo il vicino centro abitato di Montecavolo. Dopo aver intersecato la strada provinciale 21, scorre sinuosamente verso nord-est, parallelamente alla provinciale 23 entrando poi nel territorio comunale di Reggio nell'Emilia. Dopo aver toccato marginalmente le frazioni di Rivalta e Coviolo interseca la provinciale 28 e la ferrovia Reggio Emilia-Ciano d'Enza. Successivamente forma un'ansa, volgendo il suo corso a nord-ovest e toccando la località di Case Vecchie e la frazione reggiana di Pieve Modolena, nel cui territorio interseca la via Emilia e la ferrovia Milano-Bologna. 
Presso la frazione di Roncocesi, che lambisce in minima parte, riceve in sinistra orografica le acque del torrente Quaresimo e forma una seconda ansa verso nord-est. Successivamente interseca l'Autostrada del Sole e la ferrovia ad alta velocità Milano-Bologna. Entrato nel comune di Cadelbosco di Sopra, il Modolena, presso la località di Begarola, si getta in sinistra idrografica nel torrente Crostolo, che alimenta con una portata di acque equivalente.

## Affluenti

### Torrenti di Sinistra idrografia
-Torrente Quaresimo o Rio Quaresimo, 14,83 km, sfocia a Roncocesi e nasce a Quattro Castella
-Rio Modolena, 1 km, 

### Torrenti di destra idrografia
-Rio delle Bercemme, 3,5 km, sfocia a Giunta d'acqua e nasce nel Monte delle Mandorle (442 m)
-Rio Barghe, 5,2 km, sfocia a Reverbera e nasce a Grassano chiesa.

## Regime idrologico
Il regime del Modolena, come altri torrenti emiliani, presenta notevoli variazioni nella sua entità alternando lunghi periodi di magra o secca a piene brevi ed impetuose. Il bacino imbrifero di raccolta acque del torrente è di 109 km² mentre la portata media si attesta intorno a 0,86 m3/s presso la foce nel Crostolo.

## Paleontologia
In sedimenti del Quaternario continentale (Villafranchiano superiore) vicino all'alveo del Modolena sono stati ritrovati fossili di Mammuthus meridionalis e di Rhinoceros etruscus. Attualmente sono esposti ai Musei Civici di Reggio Emilia insieme ad altri fossili risalenti allo stesso periodo rinvenuti presso il  Torrente Crostolo. 